# Deo Van An
 (mars 2010).
Si vous disposez d'ouvrages ou d'articles de référence ou si vous connaissez des sites web de qualité traitant du thème abordé ici, merci de compléter l'article en donnant les références utiles à sa vérifiabilité et en les liant à la section « Notes et références ».
Đèo Văn Ân, (1884 à Muong So - 1969 à Tung Nghia) est un seigneur féodal pour l'Histoire, mais un roi pour la population.

## Biographie
Dernier roi de Phong Tho (nord du Tonkin) par lignage clanique depuis 12 siècles, il appartient à la dynastie féodale Deo, fils de Deo Van Toa, qui lutta contre la France dans les années 1880 auprès de Deo Van Tri et des Pavillons Noirs.
Deo Van An se ralliera à la France sous la colonisation et partagera son pouvoir sur Phong Tho avec les Français, dont le colonel Henri Reymond.
Il aurait eu selon la légende plus de 80 enfants de ses différentes concubines.

## Décorations
|  |  |  |  |

- Grand Croix du Mérite civil Taï
- Chevalier du Mérite militaire Taï
- Chevalier de la Légion d'Honneur (Présenté dans l'ordre de préséance du pays Taï)
- Ordre du Dragon d'Annam